# Estação Santander
Santander é uma estação da linha Linha 4 do Metro de Barcelona sem data de inauguração definida.

## História
A extensão da linha L4 em construção partindo da estação La Pau em direção a Estação de la Sagrera local onde haverá a interligação desta linha com as Linha 1, Linha 5, Linha 9 e Linha 10 cobrirá um percurso de 3,7 km de extensão e inclui três novas estações sendo uma delas a estação Santander. Esta nova estação está localizada no bairro residencial La Verneda i la Pau.

## Características
A estação Santander está situada entre as calle de Ca n'Oliva y la calle de Santander. Ocupando um espaço de 17,4 metros de largura com uma extensão de 100 metros de comprimento, as plataformas de embarque e desembarque serão laterais. O acesso à estação será feito rua Santander, e contará com elevadores adaptados para pessoas com mobilidade reduzida.